# 真田十勇士
真田十勇士（さなだじゅうゆうし）は、戦国時代末期から江戸時代初期にかけての武将で、講談で親しまれた真田幸村（史実では真田信繁）に仕えたとされる10人の家臣からなるキャラクターである。あくまで伝承上の架空の人物であるが、歴史的な由来を持つ人物もいる。
立川文庫以来、基本的な構成は、猿飛佐助、霧隠才蔵、三好清海入道、三好伊左入道、穴山小助、由利鎌之助、筧十蔵、海野六郎、根津甚八、望月六郎の10人となっているが、作品によって差異が見られる。

## 概要
真田幸村とそれに従う家臣という形の原型は江戸時代中期の軍記物および絵本の『真田三代記』に見られるが、「真田十勇士」という表現をはじめて用いたのは、明治・大正時代に刊行された立川文庫である。以後の「ヒーローとしてのイメージ」は、立川文庫という創作物によって定着した。
現在に至るまで、多くの派生作品が制作されており（#派生作品）、彼らに影響されたキャラクターが数多く生み出されている。

## 十勇士の成立
「ヒーローとしての真田幸村」の登場は、寛文12年（1672年）に書かれた軍記物『難波戦記』である。江戸後期には小説『真田三代記』が成立し、真田昌幸・幸村・大助の三代が徳川家に対して奮戦するストーリーが人気を博した。この『真田三代記』において後に十勇士と呼ばれる人物や、似た名前の人物が多数登場し（同姓の人物も含めると、猿飛佐助以外の人物がこの時点で登場している）、「真田もの」の講談の流行によって、真田主従は民衆のヒーローとなった。明治後期の講談は神田伯龍『難波戦記』（1899年）などの口演速記本が書き残されている。講談師たちは『真田三代記』にはない忍術つかいの「猿飛佐助」を生み出し、「霧隠才蔵」ら真田家の英雄豪傑の物語を膨らませていった。
1911年に大阪で発刊された立川文庫は、講談師玉田玉秀斎らが中心となって講談を読み物として再編集したもので、その後の大衆文学に大きな影響を与えた。この立川文庫において、『知謀 真田幸村』（第5編）に続き、
1. 『真田三勇士忍術名人猿飛佐助』（第40編、1914年）
2. 『真田三勇士由利鎌之助』
3. 『真田三勇士忍術名人霧隠才蔵』（第55編）

を「真田三勇士」とする三部作が創られた。次いで『真田家豪傑三好清海入道』など、真田家の豪傑の逸話をあつめた作品が刊行され、のちに『真田十勇士』が刊行された。立川文庫は人気作品となり、新しいメディアである映画でも忍術使い猿飛佐助を中心とする作品群が作られた。今日の真田十勇士という枠組みは、ここに起源を持っている。

## 十勇士一覧
ここでは真田十勇士の一覧と簡単な人物設定を記述する。真田十勇士は成立したとされる明治大正期以降、現代に至るまで講談や小説などで様々に脚色がなされ、作品によって設定のバラエティーも非常に豊富である。ここではオリジナルとみなされる立川文庫での設定、あるいはその取材元と目ぼしい『真田三代記』などの江戸期での展開のみを記述する。

### 猿飛佐助
猿飛佐助（さるとび さすけ）は、真田十勇士でも屈指の実力と人気を持つ忍者。戸沢白雲斎の秘蔵弟子。伝説では常人とは思えない跳躍力で活躍したとされる。

### 霧隠才蔵
霧隠才蔵（きりがくれ さいぞう）は、猿飛佐助と並び真田十勇士の中でも忍術を得手とする。渡りと呼ばれる何処にも属さない忍者だったという説もある。伊賀忍者の頭領・百地三太夫の弟子とされており、同時代に生きた盗賊・石川五右衛門は兄弟弟子にあたるという。立川文庫の55冊目に『真田三勇士忍術名人 霧隠才蔵』の巻があり、真田十勇士では猿飛佐助に次いで人気があり、前述の「霧隠才蔵」以降でも主役を務めることがある。江戸以前の資料では『真田三代記』に「霧隠鹿右衛門」という忍者が登場する。

#### 霧隠才蔵を主人公にした作品
小説
- 『風神の門』（司馬遼太郎） - テレビドラマ版では、三浦浩一が演じた。
- 『霧隠才蔵』（火坂雅志）
- 『霧隠才蔵』（柴田錬三郎）
- 『風の七人』（山田正紀） - 名前は「きりの才蔵」

漫画
- 『豪談 霧隠才蔵』（永井豪）
- 『BRAVE10』　（霜月かいり）

映画
- 『忍びの者 霧隠才蔵』（1964年、監督：田中徳三、演：市川雷蔵）
- 『忍びの者 続・霧隠才蔵』（1964年、監督：池広一夫、演：市川雷蔵）
- 『忍びの者 新・霧隠才蔵』（1966年、監督：森一生、演：市川雷蔵）

ドラマ
- 『おんな霧隠才蔵 戦国忍者風雲録』（1982年、監督：井上梅次、演：浅野ゆう子） - 厳密には才蔵の妹が才蔵を名乗る

### 三好清海入道
三好清海入道（みよし せいかいにゅうどう）は、弟の伊佐入道と兄弟で真田幸村に仕える僧体の豪傑である。出羽国亀田の領主出身で、遠戚に当たる真田家を頼って仕えたという。『真田三代記』でも亀田の領主と設定されており、兄弟ともに非常に高齢。大坂夏の陣で兄弟ともに戦没しているとされる。

#### 三好清海入道を主人公にした作品
漫画
- 『BEHIND MASTER』（坂本あきら）

### 三好伊佐入道
三好伊佐入道（みよし いさにゅうどう）は、三好清海入道の弟で、やはり幸村に仕える僧体の豪傑。兄と同じく元は出羽国亀田の出身で、兄とともに真田家に仕官した。『真田三代記』でも兄とともにその名が見られ、大坂夏の陣では豊臣方として参戦、戦没したとされる。薙刀の使い手だった。

### 穴山小助
穴山小助（あなやま こすけ）は、真田幸村の側近の一人。作品によっては幸村の影武者となる。『真田三代記』では幸村の家臣としては特に登場頻度が多い股肱の臣として描かれている。同作によると諱は安治、幼名は岩千代。雲洞軒と号していた時期もあった。父の名は穴山小兵衛といい、真田家譜代の家臣の家柄に生まれる。大坂の陣では幸村から影武者を演じるように命じられ、そのまま戦死。関東方を欺く事に成功している。

### 由利鎌之助
由利鎌之助（ゆり かまのすけ）は、真田幸村に仕えた豪傑の一人。彼を主役とした『真田三勇士 由利鎌之助』の巻がある。『真田三代記』でも豪傑・武将として登場。諱を基幸といい、最初は野田菅沼家に仕えていたが、真田軍に敗れて捕虜となった後に真田家へ加わっている。

### 筧十蔵
筧十蔵（かけい じゅうぞう）は、真田幸村の側近の一人。父は真田家の重臣である筧十兵衛。『真田三代記』には登場しないが、父と同名である筧十兵衛は登場する。筧十兵衛虎秀は元は足軽という低い身分だったが、真田幸隆・昌幸に仕えて取り立てられた。そのほか同作では、筧金六郎など筧姓の真田家武将が登場している。

### 海野六郎
海野六郎（うんの ろくろう）は、真田幸村の側近の一人。真田家重臣の家柄で、叔父は真田家の侍大将を務めていた。『真田三代記』には同名の人物こそ登場するが、「真田幸隆の義理の甥」という立場であり、同一人物とは認めがたい。幸村の時代には海野六郎兵衛利一という人物が登場する。

### 根津甚八
根津甚八（ねづ じんぱち）は、真田幸村の家臣の一人。『真田三代記』でも幸村の家臣・根津甚八郎貞盛として登場。大坂夏の陣の最終局面で幸村の影武者となって討死した。同作には根津姓の真田家臣も複数登場している。俳優の根津甚八は、この人物が芸名の由来となった。

### 望月六郎
望月六郎（もちづき ろくろう）は、真田幸村の側近の一人。6歳のころから幸村（信繁）に仕えている。爆弾つくりの名人。
立川文庫の作品によっては望月主水、望月三郎などとも呼ばれる。『真田三代記』では望月主水が登場。そのほか望月姓の真田家臣が数多く登場する。

## 派生作品
講談のヒーローであった真田主従の物語は、真田十勇士として立川文庫でまとめられたのち、映画その他の媒体で多くの派生作品を生んだ。Category:真田十勇士を題材とした作品と、個別に人気のある真田信繁（幸村）、猿飛佐助、霧隠才蔵も参照のこと。
時代小説としては、柴田錬三郎『真田十勇士』、司馬遼太郎『風神の門』、笹沢左保『真田十勇士』シリーズが昭和期に刊行された。柴田錬三郎の小説を原案または原作とした作品に本宮ひろ志の漫画『真田十勇士』（1975年）、すがやみつるの漫画『真田十勇士』（キャラクターデザイン石森章太郎、1975-1976年）、人形劇『真田十勇士』（1975年 - 1977年 NHK）が、司馬遼太郎の小説を原作とした作品にテレビドラマ『風神の門』（1980年 NHK）が、笹沢左保の小説を原作とした作品に岡村賢二の漫画『真田十勇士』（2010年）が、菊地秀行『真田十忍抄』。がある。
上記以外に映像化された作品としては、戦前の映画では『真田十勇士』（1918年 天活）、『真田十勇士 第一篇』（1931年 マキノ）、『忍術真田十勇士』（1935年 極東映画社）、『真田十勇士 前後編』（1939年大映）が、戦後の映画では『真田十勇士 忍術猿飛佐助 忍術霧隠才蔵 忍術腕くらべ』（1954年 東映）、『風雲急なり大阪城 真田十勇士総進軍』（1957年 新東宝）、『真田風雲録』（1963年 東映）、『真田幸村の謀略』（1979年 東映）がある。
テレビドラマでは『猿飛佐助』（1980年 日本テレビ）がある。真田幸村（信繁）を主題としたNHK大河ドラマ『真田太平記』および『真田丸』では十勇士は登場しないが、同じ名前を持つキャラクターが登場している。
アニメーションではスチールアニメ番組『みんなよっといで』にて放送された｢真田十勇士｣（1973年フジテレビ）、『戦国英雄伝説 新釈 眞田十勇士』（2005年、WOWOW）がある。
舞台では、数多い大衆演劇のほか、1963年に福田善之作『真田風雲録』（1963年）が大きな評判を呼び、映画化もされている。2014年まで14回におよぶ再演のほか、今世紀に至っても同名戯曲集再刊や文庫本アンソロジー収録など、読み物としても長く親しまれ続けている。2013年に上川隆也主演の『真田十勇士』（中島かずき脚本）、2014年初演の中村勘九郎主演の『真田十勇士』（マキノノゾミ脚本）があり、マキノ版は2016年に映画化と再演が同時期に行われた。2016年には吉本新喜劇がシリーズ「大坂の陣新喜劇」の一つとして『大坂の陣新喜劇～「戦国降幕」笑う忍～』を上演している。
ゲームでは、1988年にはコトブキシステムからファミリーコンピュータ用ソフト『真田十勇士』が発売されている。

## パロディ
アニメーション
- サラダ十勇士トマトマン（1992年、テレビ東京）

テレビドラマ
- スペシャルムービー「ダメ田十勇士」（2016年、日本放送協会）- NHK大河ドラマ『真田丸』のPRとして作成されたショートムービー。出演者は本編ドラマの最終回にも出演している[6]。